# Акротирі і Декелія
Акротирі і Декелія — дві території на острові Кіпр, що знаходяться під суверенітетом Великої Британії та мають статус британської заморської території. На територіях розміщуються британські військові бази та кілька населених пунктів. Таким чином, Велика Британія присутня в східній частині Середземного моря.

## Назва
Офіційні назви території: Акротирі (англ. Akrotiri) і Декелія (англ. Decelia). Назва території походить від назви однойменних селищ поблизу яких було облаштовано Західну і Східну Суверенні британську військову базу на Кіпрі.

## Географія
Західна частина називається Акротирі (грец. Ακρωτήρι; тур. Agrotur, включно з гарнізоном у Епіскопі), а східна — Декелія (грец. Δεκέλεια, тур. Dikelya).
Акротирі розташована на півдні острова, неподалік від портового міста Лімасол, Декелія − на південному сході, поруч з Ларнакою. Акротирі оточена територіями республіки Кіпр, а Декелія облямована буферною зоною ООН на кордоні з Північним Кіпром.
Акротирі і Декелія займають 3 % території острова Кіпр — 254 км² (Акротирі — 123 км², Декелія — 131 км²). 40 % території належать міністерству оборони Великої Британії, або є володіннями Корони, 60 % — це приватна власність британських громадян або кіпріотів.

## Історія

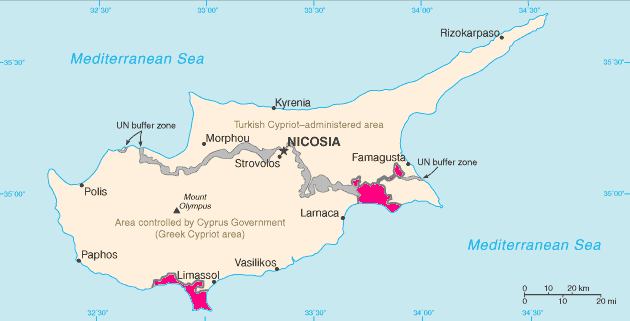

У 1960 році британська колонія Кіпр здобула незалежність, але Велика Британія залишила за собою два ексклави на території острова під розміщення своїх військових баз.
Важливість цих ексклавів для Великої Британії обумовлена стратегічним розміщенням Кіпру в східній частині Середземномор'я, близькістю до Суецького каналу та Близького Сходу.
В 1974 році, побоюючись приєднання Кіпру до Греції, на острові висадилися турецькі війська, за версією Туреччини для захисту турецького населення. Фактично було окуповано північну частину острова й була утворена Турецька республіка Північного Кіпру.
У липні 2001 року місцевими кіпріотами розгромлені деякі військові комунікації на англійських базах. Протестувальники вважали, що військові бази забруднюють довкілля, а це викликає захворювання на рак у місцевих жителів. Британський та кіпрський уряди спільно організували вивчення цього питання, доручивши Бристольському університету та Міністерству охорони здоров'я Республіки Кіпр провести дослідження щодо впливу електромагнітних полів від антен на стан здоров'я людини. У 2005 році вчені-дослідники довели, що немає ніяких доказів виникнення проблем зі здоров'ям, викликаних впливом електромагнітних полів від антен на стан здоров'я людини.
У 2002 році генеральний секретар ООН Кофі Аннан запропонував свій варіант вирішення питання про об'єднання острова та взаємовідносин двох громад. Великій Британії пропонувалося віддати 117 квадратних кілометрів орних земель, що входять до складу її баз, на користь потенційного об'єднаного Кіпру. Проте у 2004 році на острові пройшов референдум, на якому мешканці більшістю голосів відкинули цей план.
У лютому 2008 року президентом республіки Кіпр був обраний комуніст Дімітріс Хрістофіас. Це викликало занепокоєння у Великій Британії, оскільки новий лідер обіцяв демілітаризувати територію острова, як одну з частин вирішення Кіпрського конфлікту і називав британську присутність на Кіпрі «кривавою колоніальною плямою».
Незважаючи на труднощі відносин поміж британцями та кіпріотами з приводу баз, Велика Британія неодноразово заявляла, що передасть до третини території Акротирі та Декелії — у випадку об'єднання Кіпру.

## Економіка
За угодою 1960 року Велика Британія зобов'язалася не використовувати бази для цивільних цілей. Тому ці території економічно не розвиваються, відтак на них не збираються статистичні даних щодо економічної активності. Головне ж заняття місцевого населення — забезпечення працездатності баз та ведення особистих присадибних господарств.
1 січня 2008 року на території Акротирі і Декелії, як і на решті території Кіпру, ввели в обіг євро.

## Демографія
На територіях Акротирі й Декелія проживає до 15 700 осіб з них: 7 700 осіб — греки-кіпріоти, решта — британські військові та їхні сім'ї. Місцеві греки-кіпріоти вважаються мешканцями британських заморських територій, але це не дає їм права на повне британське громадянство.

## ЗМІ
На базах продається місцева щотижнева газета «The Cyprus Lion», та мовлять дві радіостанції збройних сил Великої Британії.

## Галерея

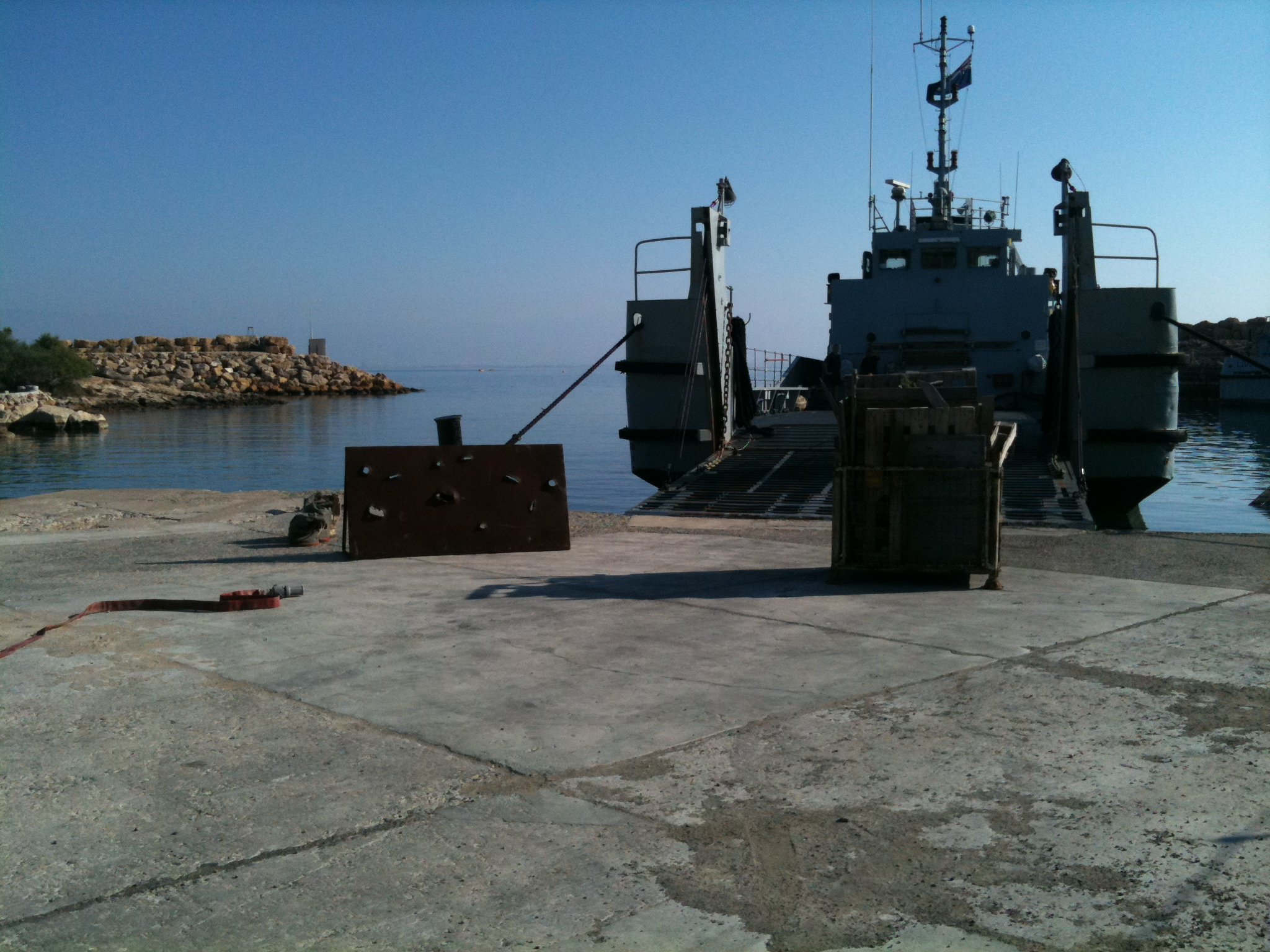
порт в Акротирі
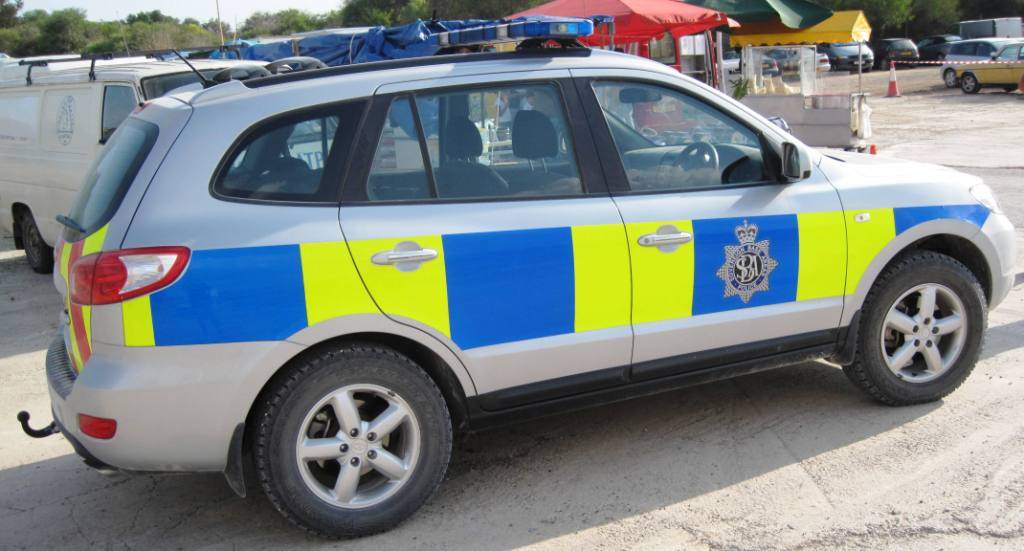
автомобіль британської військової поліції
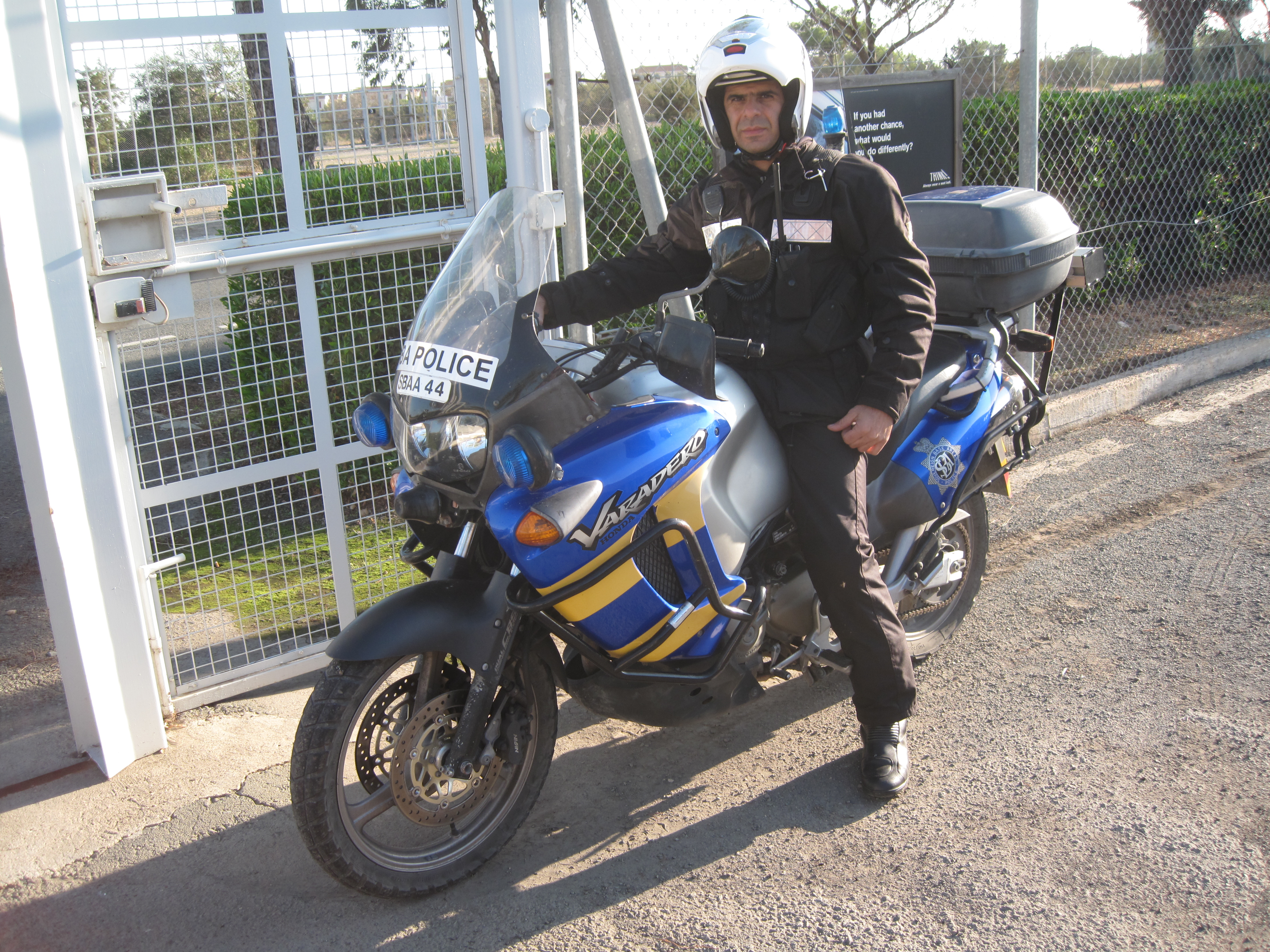
військовий поліцейський на мотоциклі
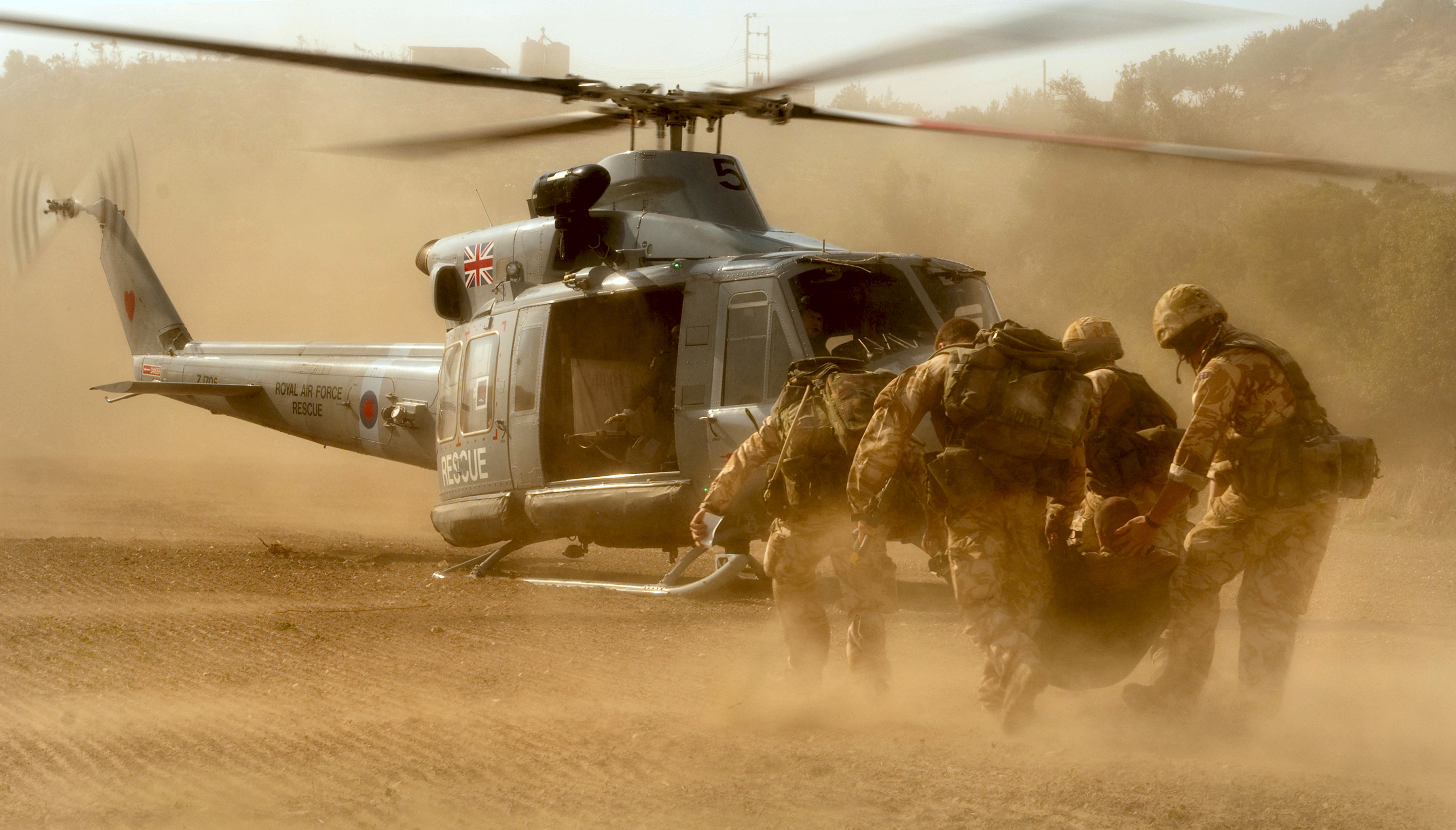
навчання з евакуації
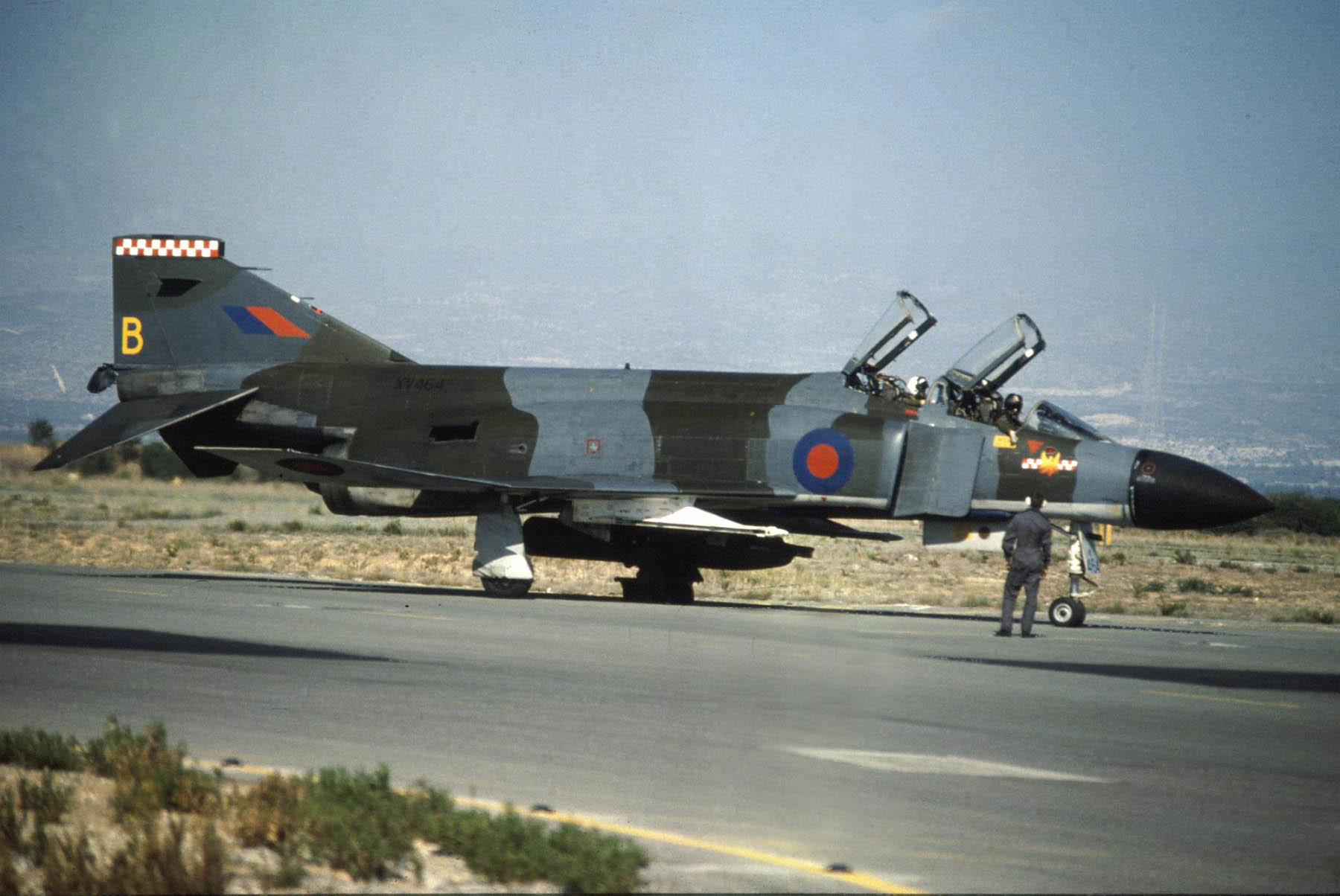
Британський Phantom (1980)
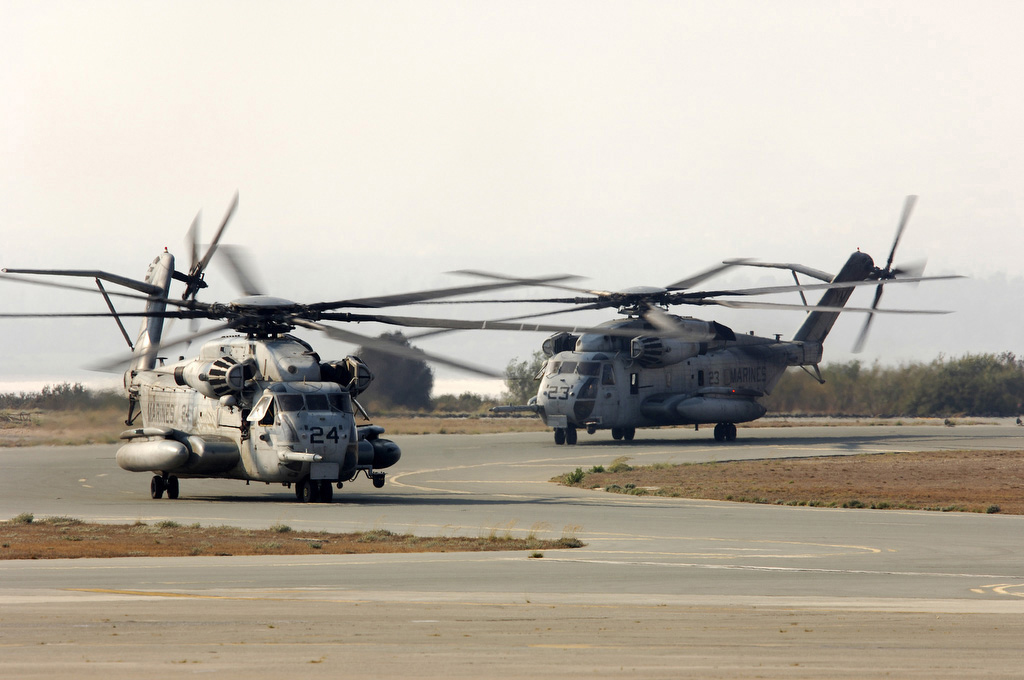
американські гелікоптери CH-53 Super Stallion
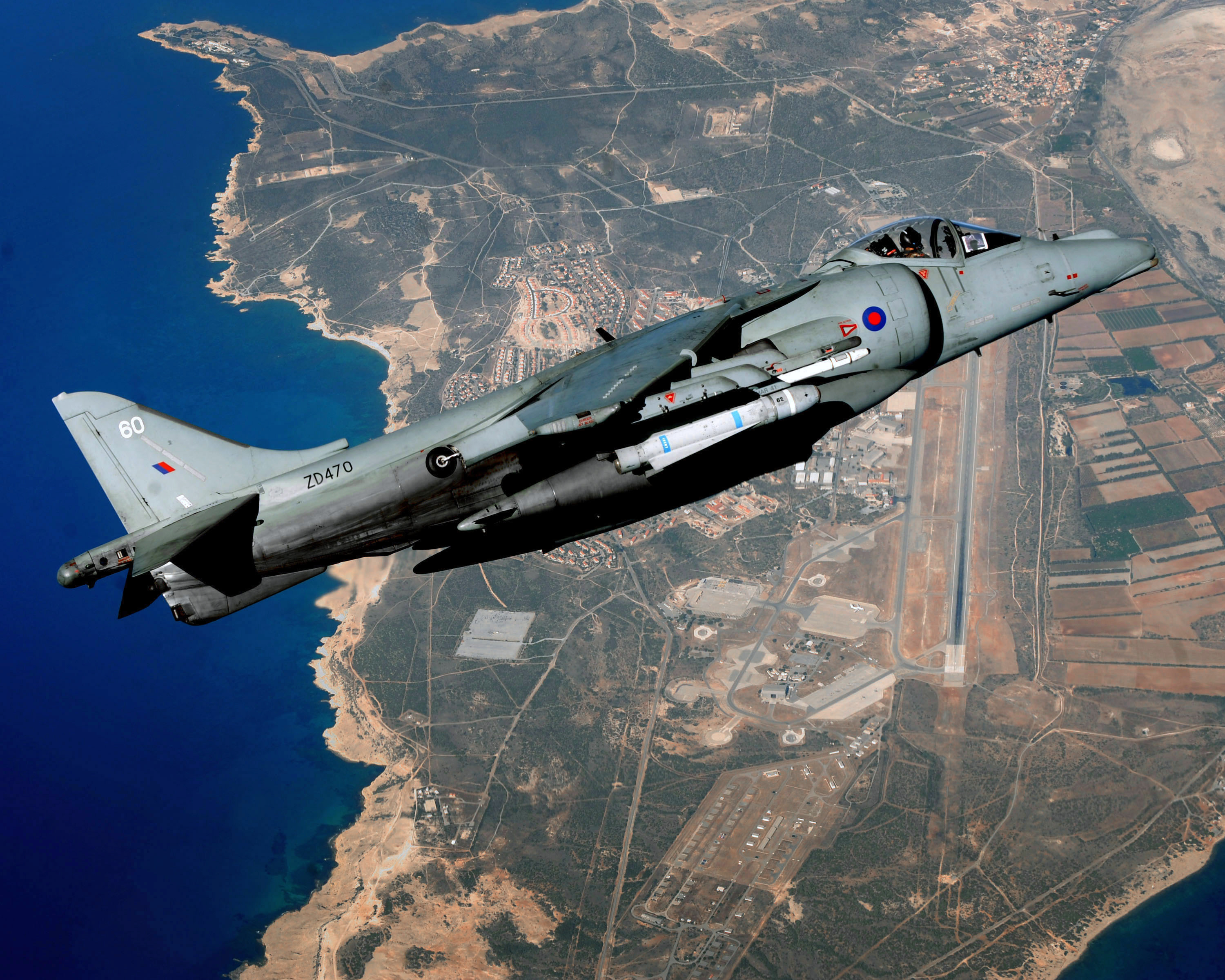
британський Harrier над авіабазою в 2010 році
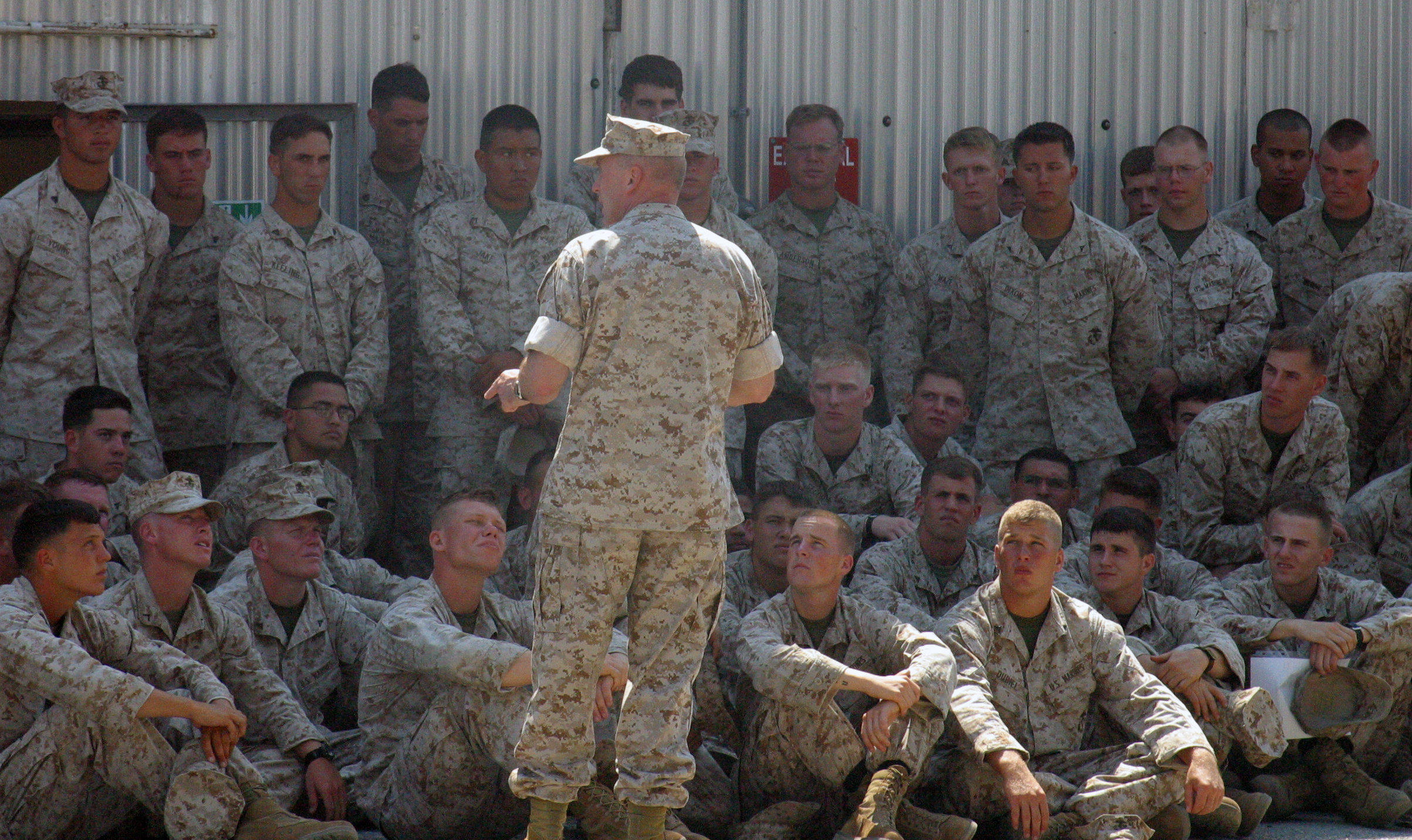
американські морпіхи під час операції з евакуації громадян США із Лівану в 2005 році
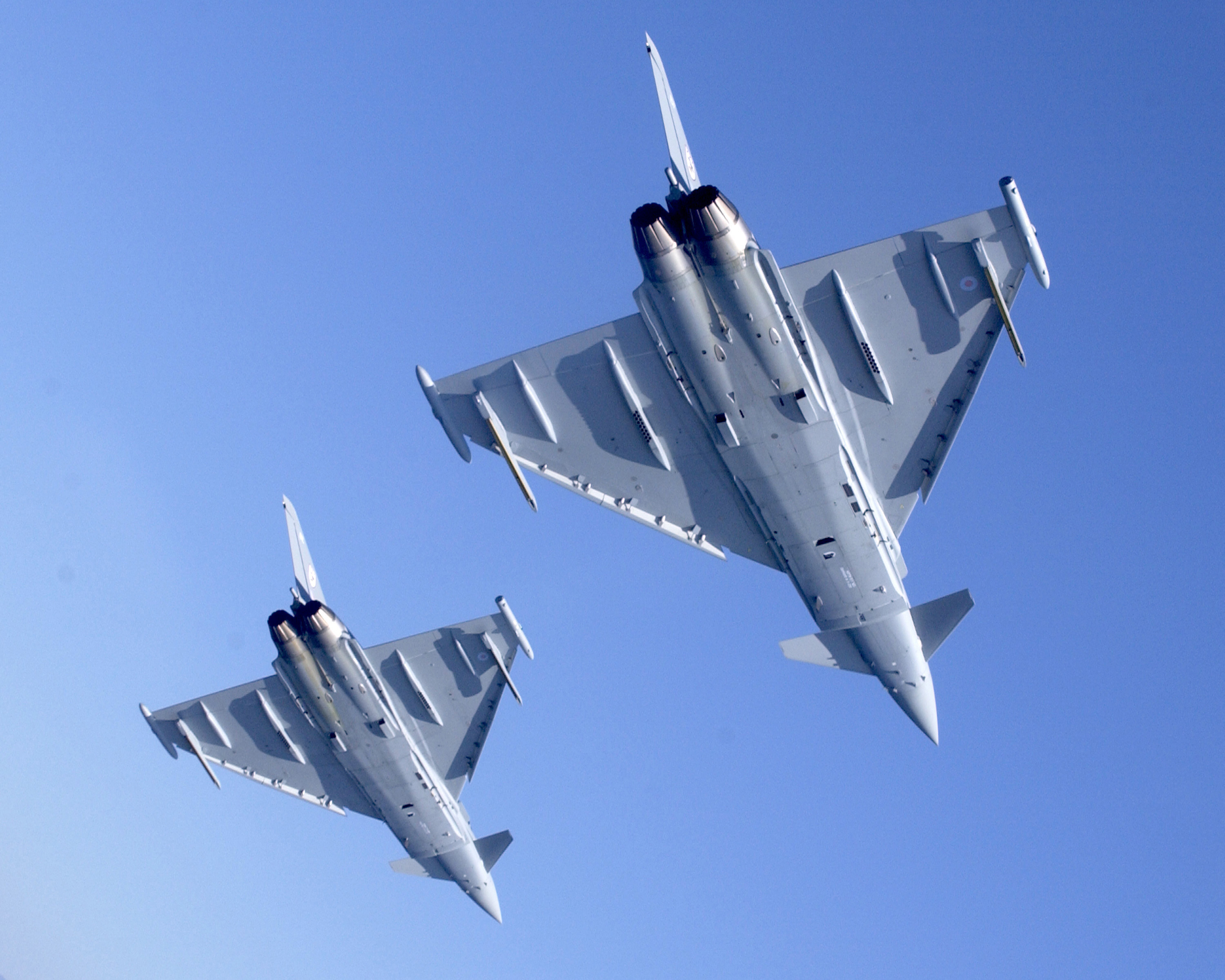
2 Typhoon
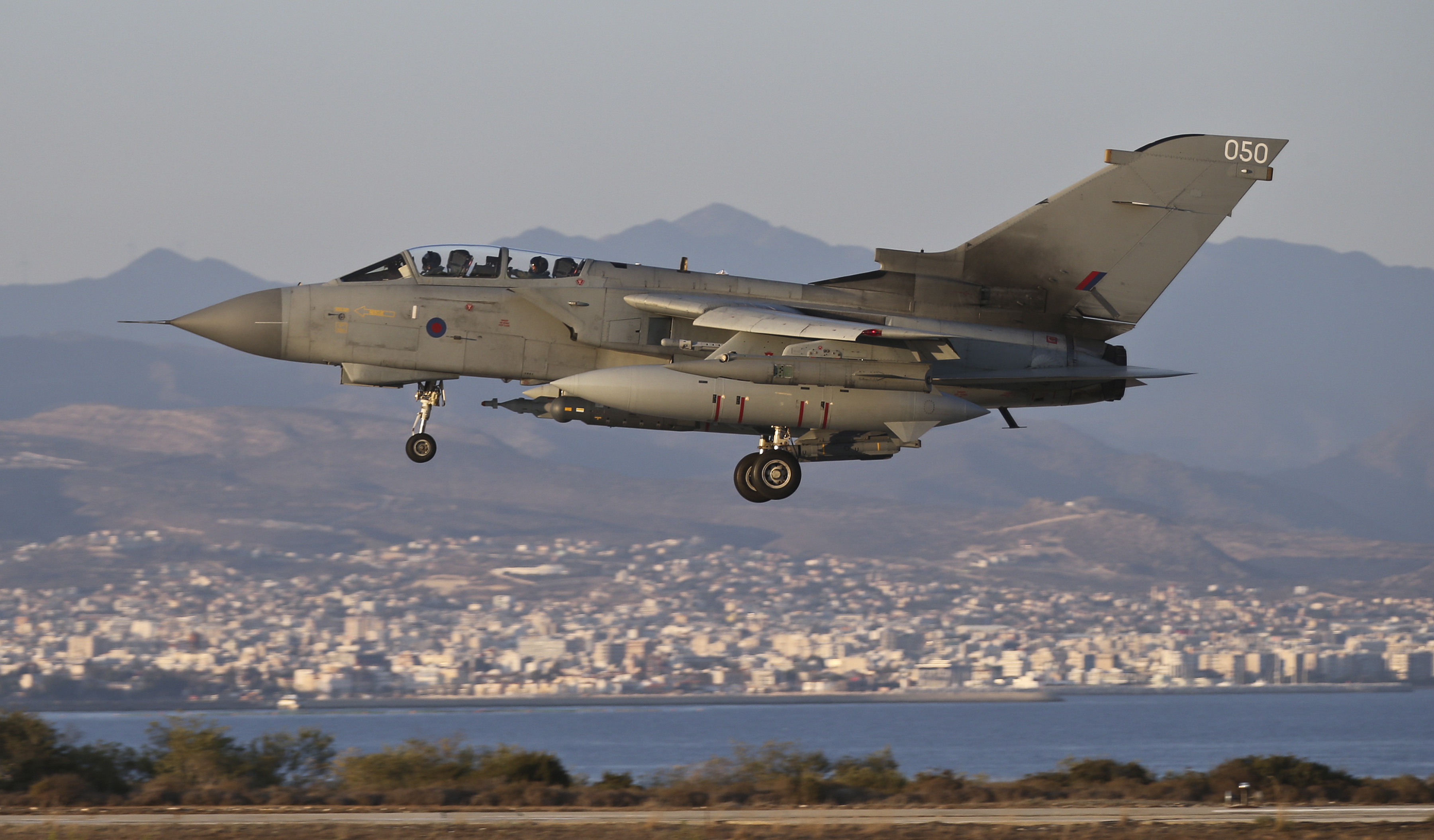
Royal Air Force Tornado GR4